# Potain
Potain S.A.S. — французская компания, производитель башенных кранов. Входит в тройку мировых лидеров по их выпуску — доля компании составляет 28 %. С марта 2001 года является подразделением по выпуску башенных кранов транснациональной корпорации «Manitowoc Cranes Group». В состав подразделения Potain входят шесть заводов, испытательный центр и центр обучения.

## История
Компания Potain образована в 1928 году в коммуне Ла Клайет Фаустином Потеном, а первый свой кран компания выпустила в 1933 году.
В 1970 году компания открыла «Центр обучения Potain», ежегодно обучающий порядка 2000 человек по 20 различным направлениям.
В 1984 году компания передала генеральную лицензию на производство своей продукции Министерству машиностроения КНР, а через пять лет с Министерством тяжёлой промышленности КНР было заключено соглашение о передаче технологий производства кранов.
В марте 2001 года Potain S.A.S. вошла в состав Manitowoc Crane Group. В начале 2008 года головной компанией были приобретены производственные мощности в индийском городе Пуна для выпуска кранов Potain. Ранее этот завод выпускал краны по лицензии компании.
В настоящее время производственные мощности расположены во Франции, Германии, Италии, Португалии, КНР и Индии. Ежегодно шесть заводов Potain выпускают около 3 тысяч быстромонтируемых башенных кранов и около 1500 кранов с верхнеповоротной частью. Всего за годы своего существования компанией было выпущено и продано более 100 тысяч кранов.

## Деятельность
На сегодняшний день Potain выпускает 9 различных серий и более 100 моделей башенных кранов, объединённых в три класса. Диапазон грузоподъёмности выпускаемых кранов — от 1 т до 160 т.

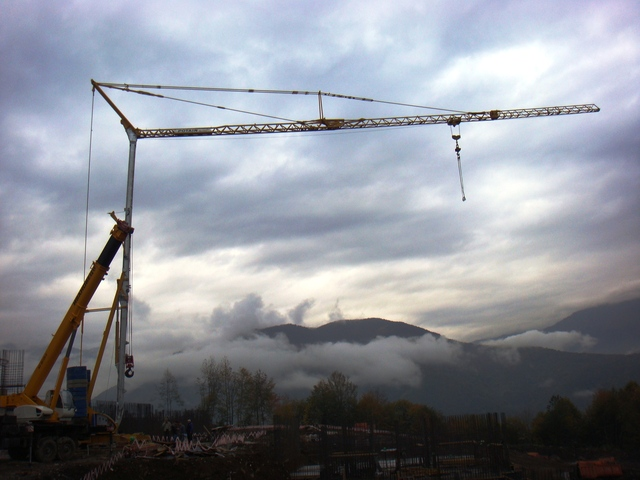
Краны POTAIN возводят олимпийскую деревню «Горная карусель» в Сочи

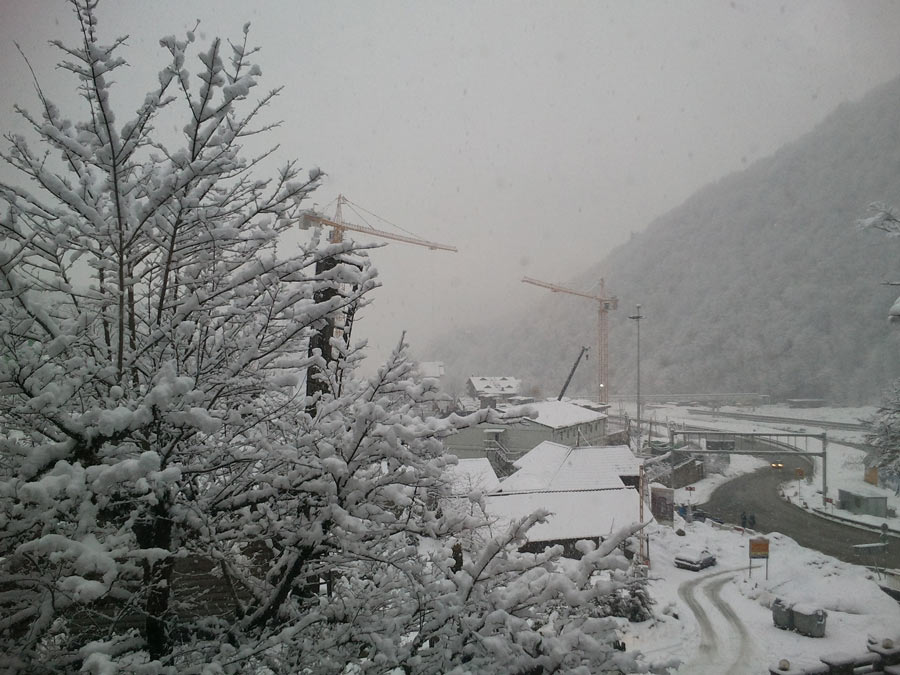
Краны POTAIN — на строительстве олимпийских объектов в Имеретинской долине

Крупнейшей сделкой Potain стал единовременный заказ сразу 208 башенных кранов, размещённый арендной компанией из ОАЭ в 2007 году.
Башенными кранами Potain возводились объекты для Олимпиады в Сочи: олимпийская деревня «Горная карусель», олимпийские объекты в Имеретинской долине, гостиница «Космос» в Москве.